# Leusden
Leusden là một đô thị ở tỉnh Utrecht của Hà Lan. Đô thị này nằm khoảng 3 km về phía đông nam Amersfoort.
Phía tây của đô thị này có một phần rừng bao phủ, một phần là hoang và phần còn lại được sử dụng chăn nuôi gia súc.

## Các trung tâm dân cư
Đô thị Leusden có các làng:

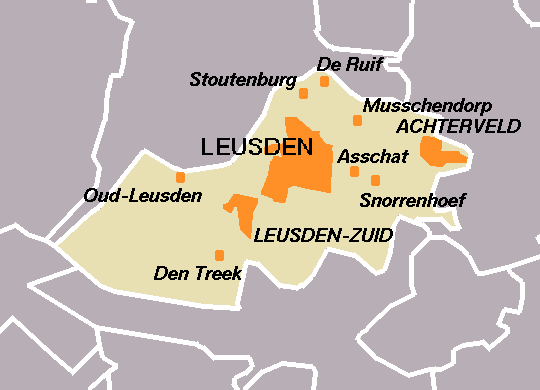
Bản đồ đô thị với các thị xã, làng.

- Leusden, trước đây có tên là "Hamersveld" và sau đó là "Leusden-Centrum";
- Leusden-Zuid, trước đây là "Leusbroek"
- Achterveld
- Stoutenburg

Ngoài ra còn có một số làng:
Asschat, Den Treek, De Ruif, Jannendorp, Musschendorp, Oud-Leusden.